# Fauna Timors

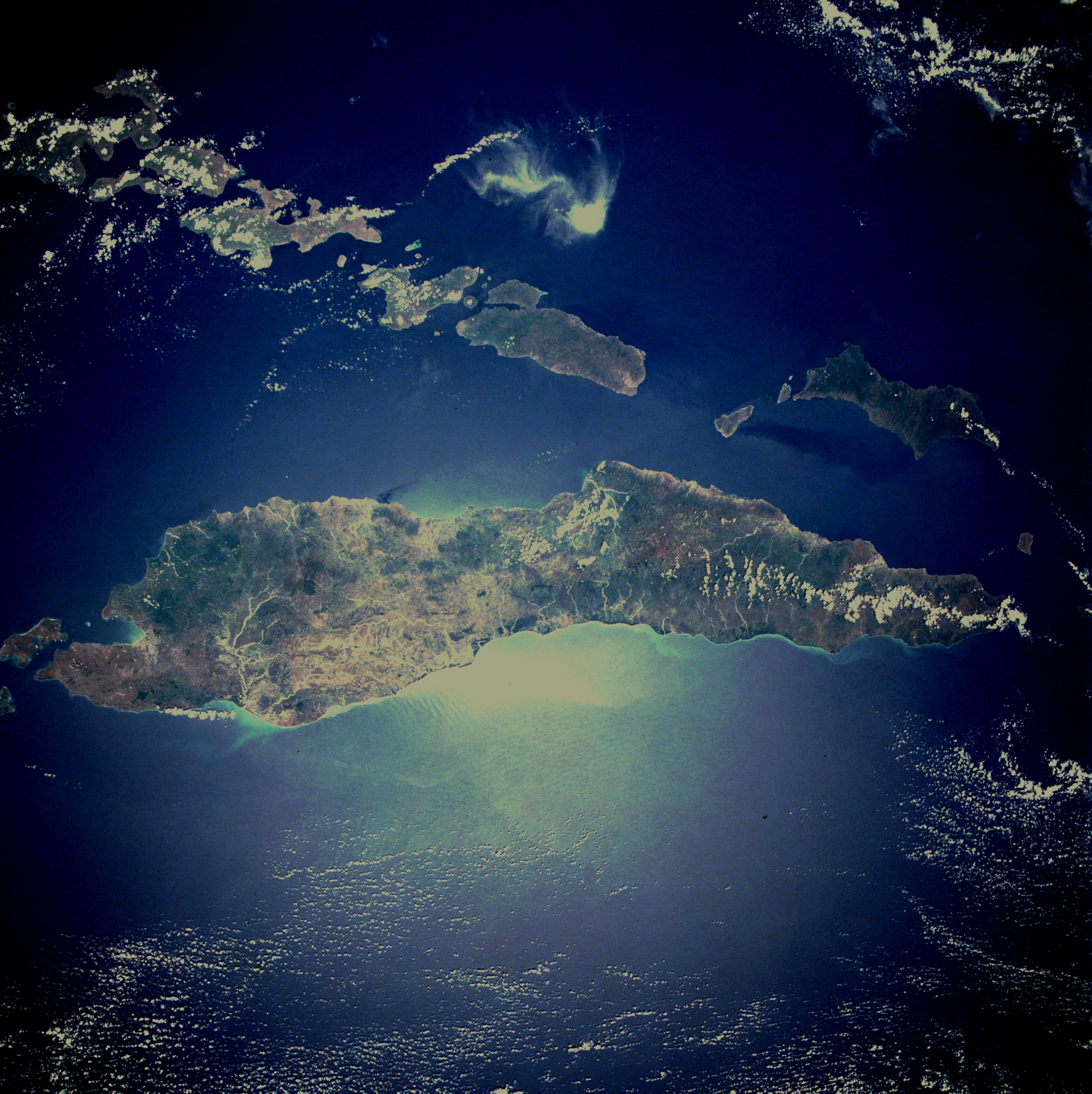
Die Insel Timor

Die Insel Timor gehört zum Gebiet von Wallacea. Somit ist die Fauna Timors Teil der biogeographischen Übergangszone zwischen der asiatischen und der australischen Flora und Fauna, weshalb sich die Fauna der Insel sowohl aus Arten der Asiatischen Region, als auch aus Arten der Australischen Region zusammensetzt. Die meisten Landtiere rekrutieren sich jedoch aus asiatischen Tiergruppen, während aus Australien und Neuguinea nur relativ wenige stammen. Mehrere Tierarten, vor allem verschiedene Vögel, sind nur auf Timor, seinen vorgelagerten Inseln und dem benachbarten Wetar zu finden und damit hier endemisch. Deswegen wurde die Region zum Timor and Wetar Endemic Bird Area erklärt.
Da die Informationsquellen nicht immer eine klare Trennung der Regionen machen, wird hier neben der Tierwelt der Insel Timor auch die Fauna der zum Staat Osttimor gehörenden Inseln Atauro und Jaco mit einbezogen.

## Ausgestorbene Arten aus der Vorzeit

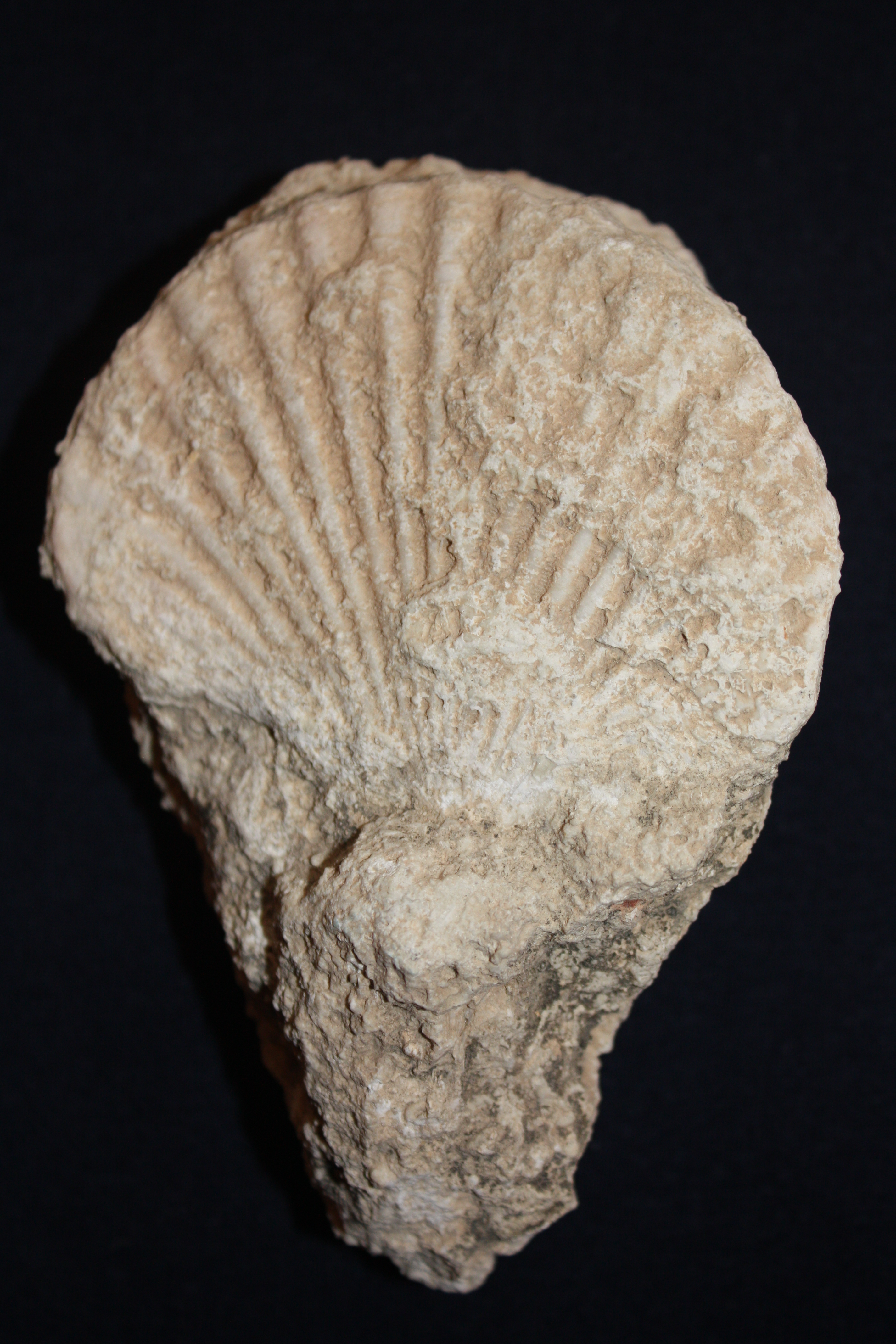
Fossile Muschel aus Baucau

Im Pliozän lebten große Echsen, ähnlich dem heutigen Komodowaran auf Timor. Außerdem entwickelte sich hier, wie auf Java, Sulawesi und Flores, eine Zwergform des Stegodon mit nur 1,2 Metern Schulterhöhe und Riesenratten, wie die Bühler-Timor-Ratte (Coryphomys buehleri), deren Überreste man in einer Kalksteinhöhlen im indonesischen Westtimor fand. 2010 entdeckte man in Osttimor die Überreste der Riesenratte Musser-Timor-Ratte (Coryphomys musseri), die mit 6 kg wohl die größte Spezies dieser Gattung repräsentieren dürfte. Sie ist vermutlich vor 1000 bis 2000 Jahren ausgestorben.
2021 wurden am Berg Lesululi die Fossilien eines Ichthyosauriers gefunden.

## Säugetiere
Die Zahl der Säugetiere aus der asiatischen Region ist etwas größer, insgesamt aber auch eher gering, da die Insel durch tiefe Wassergräben vom Festland getrennt ist. Nur in der Region Timor und Wetar vorkommend, also endemisch, sind Timor-Hufeisennase (Rhinolophus montanus), Molukken-Flugfuchs (Pteropus chrysoproctus), Timorspitzmaus (Crocidura tenuis) und Timorratte (Rattus timorensis).
Vielfältig sind die Fledermausarten. Es gibt mehr als 30 verschiedene Arten, so zum Beispiel die timoresische Unterart der Canuts Hufeisennase (Rhinolophus canuti timoriensis). Etwa zehn verschiedene Flughunde (Fruit bats) spielen eine wichtige Rolle bei der Verteilung von Baumsamen. Dazu gehört zum Beispiel die Timor-Rundblattnase (Hipposideros crumeniferus).
Zu den 24 flugunfähigen Arten zählen Mähnenhirsche (Cervus timorensis), Javaneraffen (Macaca fascicularis), Fleckenmusang (Paradoxurus hermaphroditus), Spitzmäuse (zum Beispiel Crocidura maxi und Moschusspitzmaus) und einige Nagetiere, wie Pazifische Ratte (Rattus exulans) und Asiatische Hausratte (Rattus tanezumi).
Bis auf Java-Spitzmaus (Crocidura maxi), Reisfeldratte (Rattus argentiventer), Javaneraffen, Timorspitzmaus und Timorratte gelten alle anderen Arten als eingeführt oder eingewandert. So wurde der Graue Kuskus (Phalanger orientalis) vor 9000 Jahren von Menschen aus Neuguinea nach Timor eingeführt. Als Beuteltier stellt er einen typischen Vertreter der australischen Tierwelt dar. Kuskuse sind für Timoresen eine beliebte Jagdbeute für den Kochtopf. Sie sind eine der Hauptjagdbeuten der einheimischen Bevölkerung. Die ältesten Spuren, die man vom Grauen Kuskus an der Ostspitze Timors fand, werden auf das frühe Holozän datiert. Überreste von Hunden und Schweinen an derselben Fundstelle weisen darauf hin, dass sie erst zur Zeit der Einführung der Töpferei auf Timor vor 3500 Jahren auf der Insel erschienen. Als weitere Haustiere wurden das Sulawesi-Pustelschwein, Wasserbüffel, Balirinder, Hühner, Katzen, Ziegen und Pferde eingeführt. Das Timor-Pony ist die einheimische Pferderasse.
An den Küsten der Region findet sich der Dugong, der zu den Seekühen gehört. An der Nordküste finden sich verschiedene Delphine, Blauwale, Pottwale, Buckelwale und Kurzflossen-Grindwale.

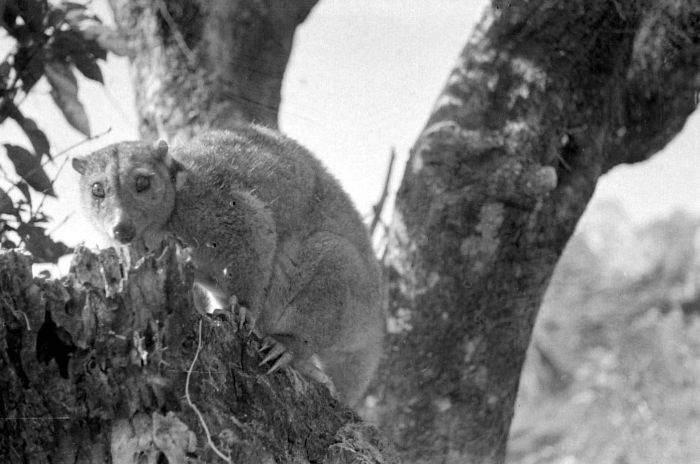
Ein Grauer Kuskus auf Timor, 1937
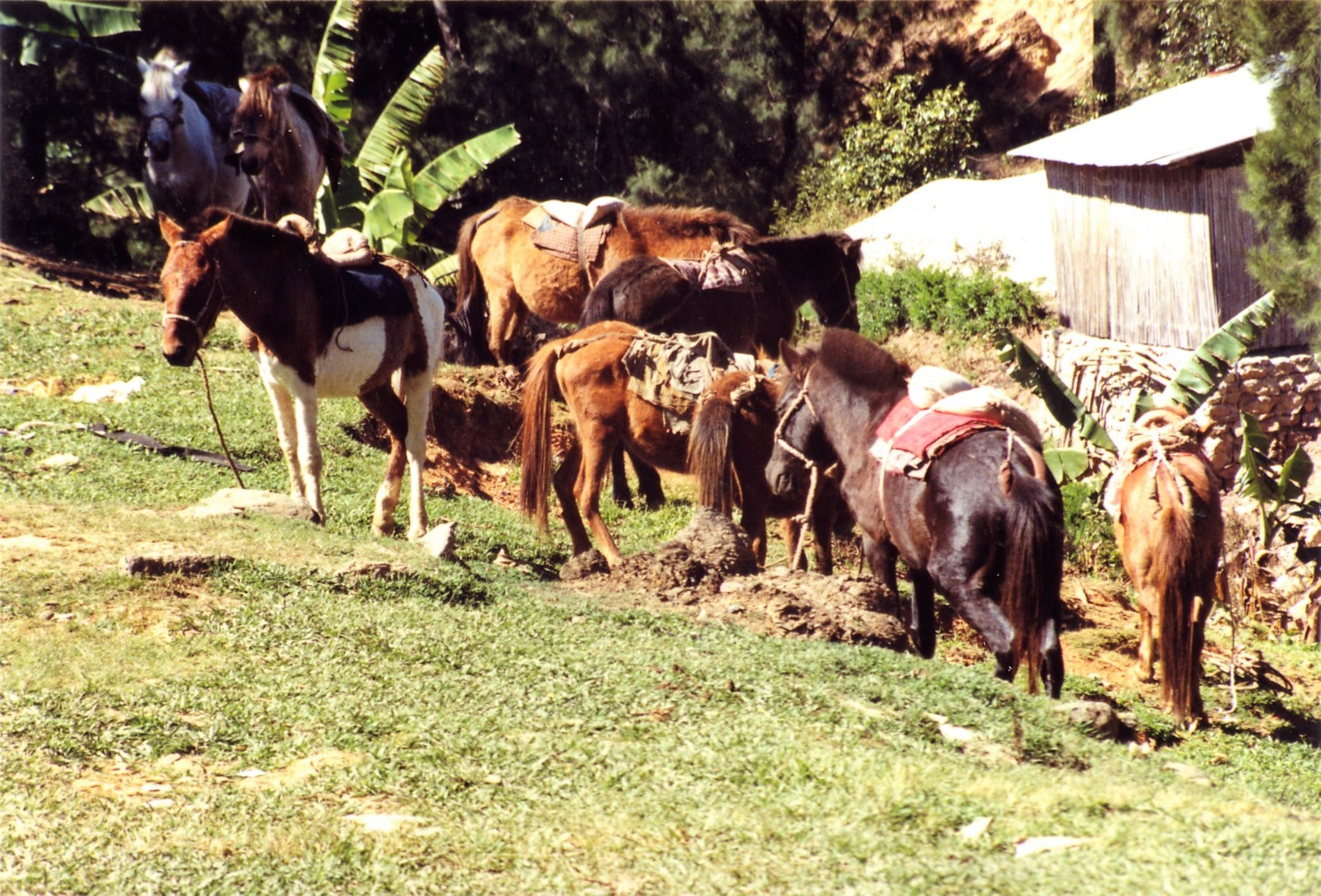
Timor-Ponys in Maubisse im Hochland
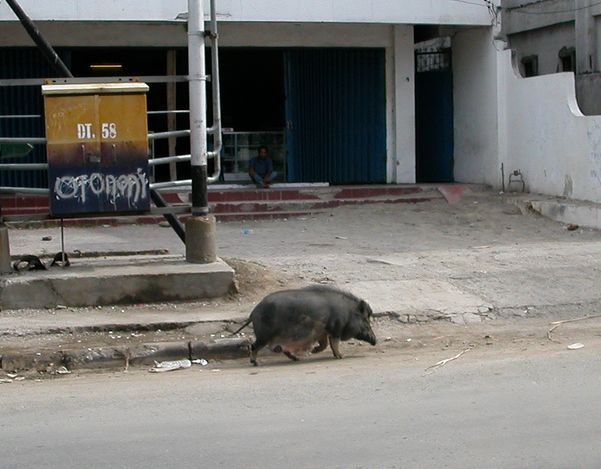
Hausschwein in Dili
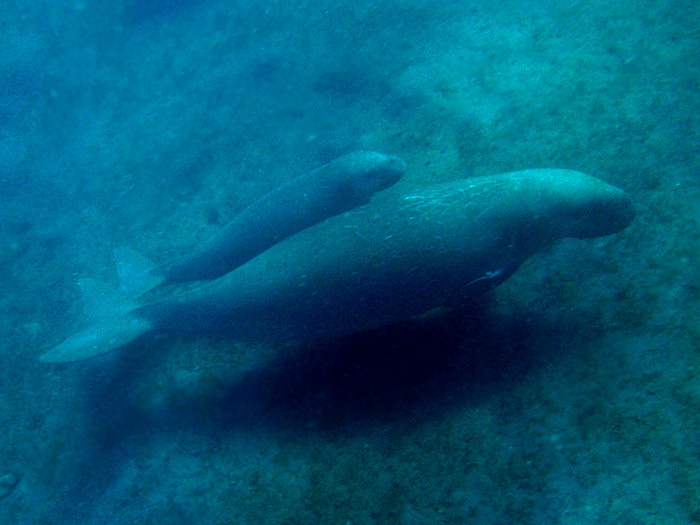
Dugongs an der Nordküste Osttimors
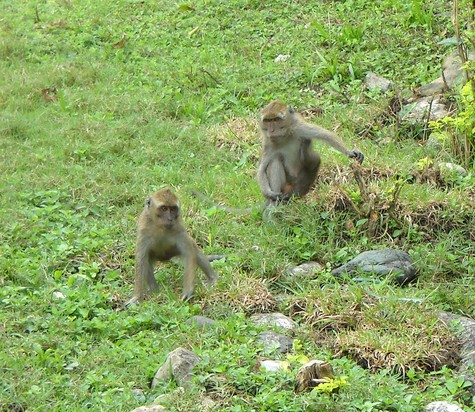
Javaneraffen in Same

## Vögel

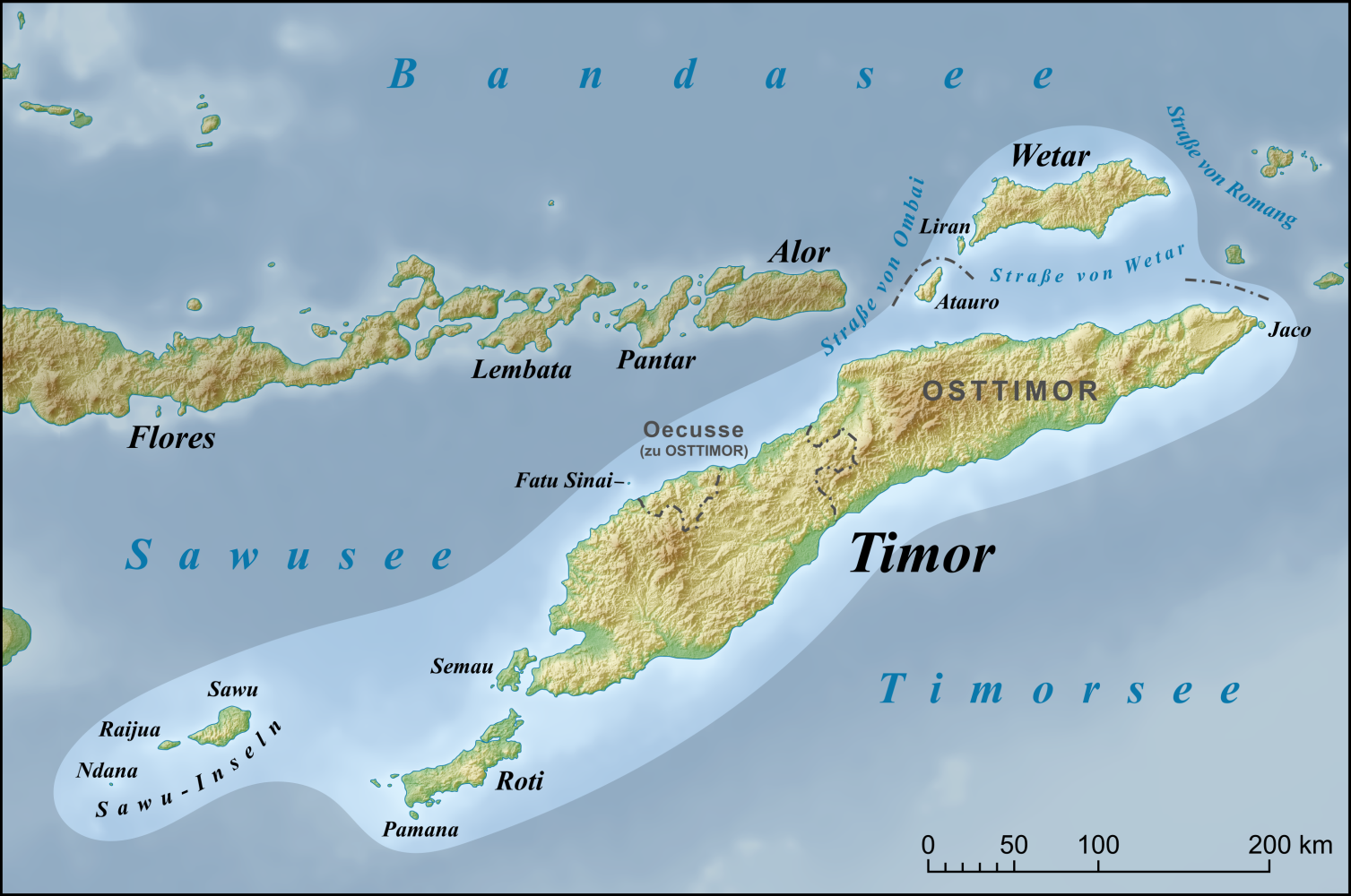
Das Timor and Wetar Endemic Bird Area

Es gibt mehr als 20 Vogelarten, die nur im Timor and Wetar Endemic Bird Area (TWEBA) vorkommen, zu der auch die Inseln Atauro, Jaco, Semau, Roti und Sawu gehören. 17 davon leben auf beiden Hauptinseln, die anderen Arten kommen nur auf Timor und teilweise seinen vorgelagerten Inseln vor, was Timor gerade für Ornithologen interessant macht. Zu den etwa 260 Vogelarten Osttimors gehören zahlreiche Papageien, zum Beispiel der Timor-Gelbwangenkakadu (Cacatua sulphurea parvula), außerdem unter anderem Muskatamadine, Schwarzgesicht-Schwalbenstar (Artamus cinereus), Sumbawadrossel (Zoothera dohertyi), Timor-Zebrafink (Taeniopygia guttata guttata), Tigerfink, Timortäubchen (Geopelia maugei), Grüne Timortaube (Treron psittacea), Schwarzmilan (Milvus migrans affinis) und Zwergwachtel.
Eine große Überraschung war 2009 die Entdeckung einer Population von Goldhähnchen-Blauschnäppern (Muscicapella hodgsoni) am Monte Mundo Perdido, die man bisher nur von Sumatra und Borneo her kannte. Der taxonomische Status dieser Gruppe wird noch weiter untersucht.
Der Mayrbuschsänger (Bradypterus timorensis) konnte seit dem Auffinden zweier Exemplare am Mount Mutis in Westtimor 1932 nicht mehr nachgewiesen werden, doch 2009 gelang zuerst die Entdeckung der Art in Osttimor, dann auch auf der indonesischen Insel Alor. Dabei geht man davon aus, dass es sich um zwei getrennte Populationen handelt. Der Mayrbuschsänger gilt als bedroht. 2024 wurde die Timornachtschwalbe (Caprimulgus ritae) als eigene Art identifiziert, die auf Timor und Wetar vorkommt.
Auf der zu Osttimor gehörenden, nördlich gelegenen Insel Atauro wurden 2004 und 2007 insgesamt 97 Vogelarten erfasst, die fast alle auch auf Timor vorkommen. Nur wenige stammen von der Nachbarinsel Wetar.
In den Höhlen von Jerimalai und Matja Kuru 1 fand man auch Überreste von Vögeln, die bis zu 40.000 Jahre alt sind. Darunter fanden sich am häufigsten Fasanenartige, Laufhühnchen und Tauben. Sie kommen zumeist auch heute noch auf Timor vor. Die Ausnahme bilden die Überbleibsel eines Kranichs (Grus sp.) aus dem späten Pleistozän, die man in Jerimalai fand, und eines großen Laufhünchens der Gattung Turnix aus  Matja Kuru 1, deren Altersbestimmung auf mindestens 1372 bis 1300 cal BP kam.
Inklusive Atauros sind in Osttimor derzeit 17 Regionen als Important Bird Area klassifiziert.
| IBA-Trigger Vogelarten auf Timor                      | IBA-Trigger Vogelarten auf Timor | IBA-Trigger Vogelarten auf Timor                                                                                   |
| ----------------------------------------------------- | -------------------------------- | --- |
| Vogelart                                              | Status                           | Weitere Informationen                                                                                              |
| Große Kuckuckstaube (Macropygia magna)                | nicht gefährdet                  | Auch auf Inseln nördlich und nordöstlich von Timor zu finden.                                                      |
| Timortaube (Schwarze Timortaube, Turacoena modesta)   | gering gefährdet                 | Nur auf Timor und Wetar.                                                                                           |
| Wetar-Taube (Gallicolumba hoedtii)                    | stark gefährdet                  | Vorkommen auf Wetar, Liran und Timor. 2005 erstmals in Osttimor fotografiert                                       |
| Grüne Timortaube (Timorgrüntaube) (Treron psittaceus) | stark gefährdet                  | Vorkommen nur auf Timor und Semau.                                                                                 |
| Sundafruchttaube (Ducula rosacea)                     | gering gefährdet                 | Vorkommen nicht auf Roti und Sawu, dafür auf zahlreichen anderen kleinen Inseln des Malaiischen Archipels.         |
| Schieferrücken-Fruchttaube (Ducula cineracea)         | stark gefährdet                  | Vorkommen nur auf Timor und Wetar. engl.: Timor Imperial-pigeon                                                    |
| Gelbwangenkakadu (Cacatua sulphurea)                  | vom Aussterben bedroht           | Nationalvogel von Osttimor                                                                                         |
| Gelbkopflori (Trichoglossus euteles)                  | nicht gefährdet                  | Vorkommen in Osttimor, vielen Inseln Ost-Nusa Tenggaras und der Südlichen Molukken. Nicht auf Sawu, Roti und Liran |
| Irislori (Psitteuteles iris)                          | gering gefährdet                 | Vorkommen nur auf Timor und Wetar.                                                                                 |
| Timorsittich (Aprosmictus jonquillaceus)              | gering gefährdet                 | Lebt auf Timor, Semau, Roti (A. j. jonquillaceus) und Wetar (A. j. wetterensis) Fehlt auf Atauro und Sawu.         |
| Timorliest (Todiramphus australasia)                  | gering gefährdet                 | Zwischen West-Nusa Tenggara und Südliche Molukken verbreitet.                                                      |
| Timornachtschwalbe (Caprimulgus ritae)                | unbekannt                        | Auf Timor und Wetar, sowohl in Indonesien, als auch in Osttimor.                                                   |
| Temminckhonigfresser (Meliphaga reticulata)           | nicht gefährdet                  | Vorkommen nur auf Timor, Semau und Jaco.                                                                           |
| Timorlederkopf (Philemon inornatus)                   | nicht gefährdet                  | Vorkommen nur auf Timor und Semau.                                                                                 |
| Timorhonigfresser (Lichmera flavicans)                | nicht gefährdet                  | Endemisch auf Timor.                                                                                               |
| Dreifarben-Honigfresser (Myzomela vulnerata)          | nicht gefährdet                  | Endemisch auf Timor und Jaco.                                                                                      |
| Timorgerygone (Gerygone inornata)                     | nicht gefährdet                  | Außer auf Jaco auf allen Inseln des TWEBA.                                                                         |
| Orpheusdickkopf (Pachycephala orpheus)                | nicht gefährdet                  | Vorkommen auf Timor, Jaco, Atauro, Liran und Wetar.                                                                |
| Feigenpirol (Sphecotheres viridis)                    | nicht gefährdet                  | Vorkommen auf Timor, Semau und Roti.                                                                               |
| Sundapirol (Oriolus melanotis)                        | nicht gefährdet                  | Auf allen Inseln der TWEBA außer Liran und Sawu.                                                                   |
| Timorbuschsänger (Buettikoferella bivittata)          | nicht gefährdet                  | Vorkommen auf Timor und Semau.                                                                                     |
| Timorstutzschwanz (Urosphena subulata)                | nicht gefährdet                  | Genaue Verbreitung nicht bekannt, aber verbreitet auf Wetar und Timor.                                             |
| Timorlaubsänger (Phylloscopus presbytes)              | nicht gefährdet                  | Vorkommen auf Timor, Atauro, Roti und Flores.                                                                      |
| Fleckenbrust-Brillenvogel (Heleia muelleri)           | gering gefährdet                 | Vorkommen auf Timor, Jaco und Semau                                                                                |
| Sumbawadrossel (Zoothera dohertyi)                    | gering gefährdet                 | Vorkommen auf Timor und einigen westlich gelagerten Inseln bis Lombok.                                             |
| Timordrossel (Zoothera peronii)                       | gering gefährdet                 | Vorkommen auf allen Inseln der TWEBA außer Sawu, außerdem auf einigen Inseln der Südlichen Molukken.               |
| Timorschmätzer (Saxicola gutturalis)                  | gering gefährdet                 | Vorkommen auf Timor, Jaco, Semau und Roti.                                                                         |
| Brustband-Grundschnäpper (Ficedula timorensis)        | gering gefährdet                 | Endemisch auf Timor und Jaco.                                                                                      |
| Hyazinthenblauschnäpper (Cyornis hyacinthinus)        | nicht gefährdet                  | Vorkommen auf allen Inseln der TWEBA außer Atauro und Liran.                                                       |
| Macklot-Mistelfresser (Dicaeum maugei)                | nicht gefährdet                  | Nicht auf Wetar und Liran, dafür aber auf zahlreichen anderen Inseln der Kleinen Sundainseln.                      |
| Sonnennektarvogel (Cinnyris solaris)                  | nicht gefährdet                  | Nicht auf Sawu, aber auch auf vielen Inseln, westlich von Timor bis Sumbawa.                                       |
| Blaugrüne Papageiamadine (Erythrura tricolor)         | nicht gefährdet                  | Nicht auf Roti und Sawu, aber auch auf Inseln der Südlichen Molukken.                                              |
| Timor-Reisfink (Padda fuscata)                        | gering gefährdet                 | Vorkommen auf Timor, Roti und Semau.                                                                               |

## Reptilien

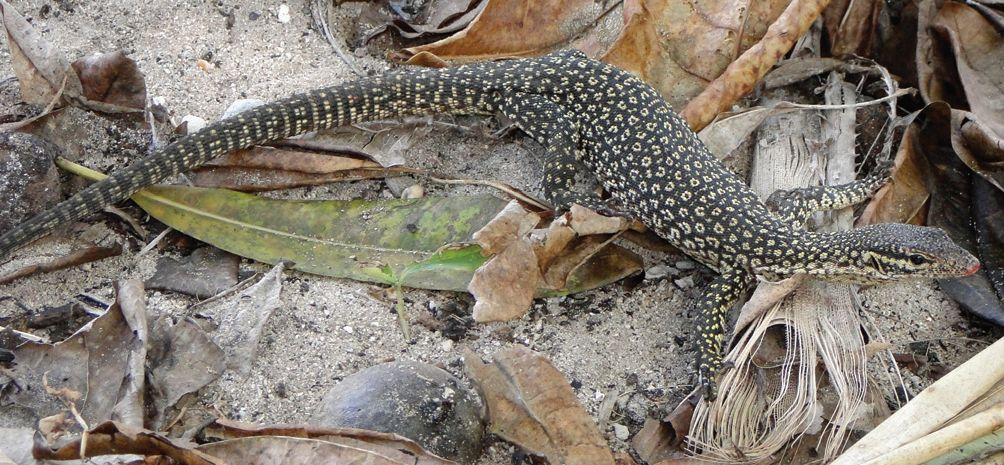
Timor-Waran in Lore

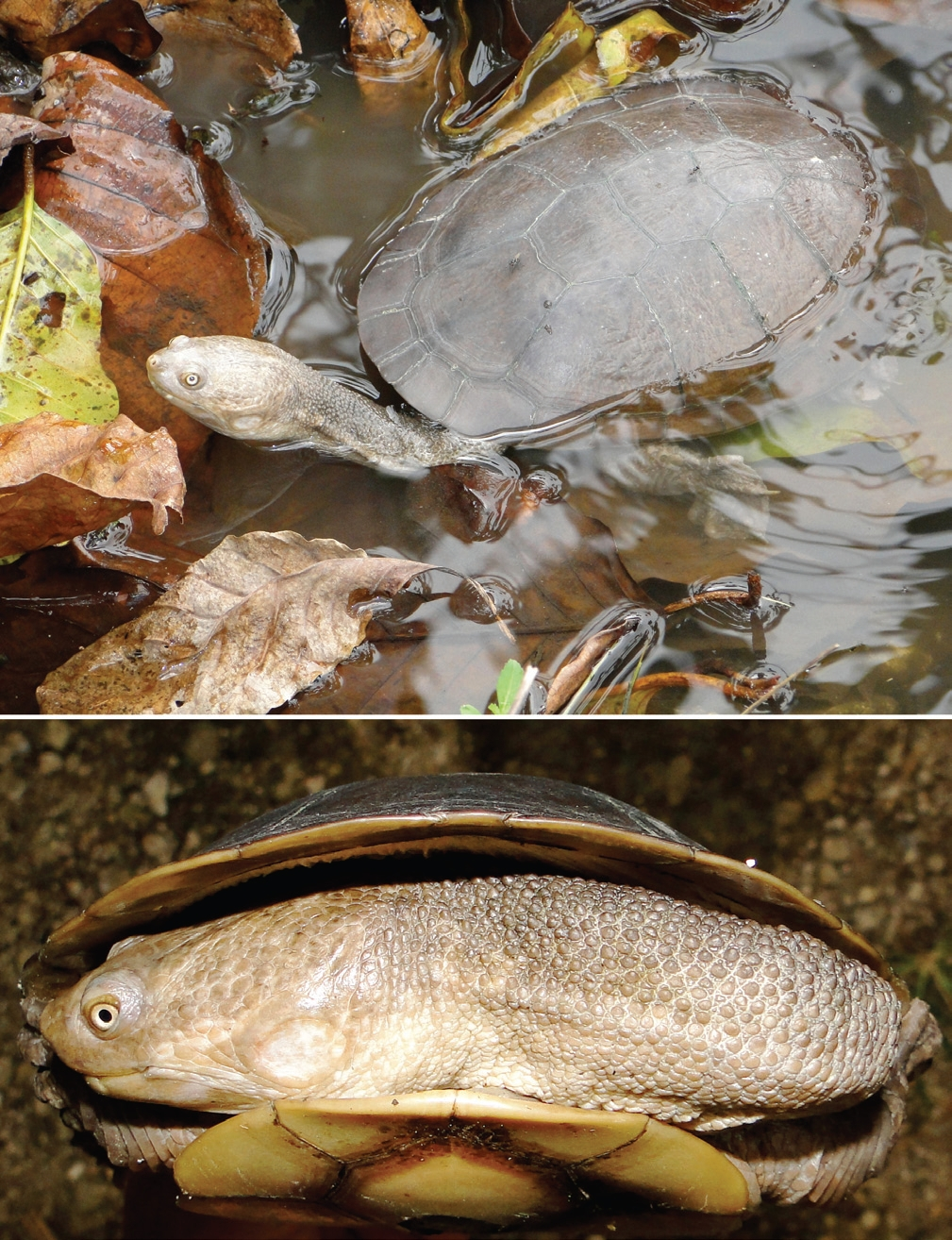
Die „Timorschildkröte“ (Chelodina mccordi): Im unteren Bild sieht man, wie sie bei Gefahr den Hals einzieht.

Seit einigen Jahren wird die Artenvielfalt der Reptilien Osttimors gründlicher untersucht, während zuvor Forschungen auf das indonesische Westtimor beschränkt blieben. Zutage kommt gerade bei Echsen eine Vielfalt, die möglicherweise auch neue, bisher unbekannte Arten beinhaltet. 2023 wurde der Cyrtodactylus santana erstmals beschrieben, eine Bogenfingergecko-Art aus Lautém.
Nach der Insel ist der Timor-Waran (Varanus timorensis) benannt, den man in Küstennähe nahe Palmen und anderen Bäumen findet, die er als Zuflucht nutzt. Der Timor-Flugdrachen ist eine Flugechse, die 30 bis 50 Meter weit durch die Luft segeln kann. Wie auch andernorts in Südostasien lebt auf Timor der Tokeh, mit 35 cm einer der größten Geckos. Endemisch ist auf der Insel unter anderem der Eremiascincus timorensis, eine Glattechsenart.
Namensgeber war die Insel auch für die Timor-Wasserpython (Liasis mackloti) und die Timor-Riffschlange (Aipysurus fuscus). Ein Vorkommen des Timorpython ist auf der Insel trotz seines Namens sehr unwahrscheinlich, denn im auf Timor über die letzten Jahrzehnte extensiv betriebenen Leder- und Lebendtierhandel tauchte keine Haut des Python auf. Es wird vermutet, dass das Tier, auf dem die Erstbeschreibung zurückgeht, nur über Timor exportiert wurde und ursprünglich von einer anderen Insel stammte. Die Insel-Bambusotter (Trimeresurus insularis) ist die einzige Landschlange Timors, deren Biss für den Menschen tödlich sein kann. 2021 wurde die Timor-Schiefernatter (Stegonotus nancuro) als neue endemische Art beschrieben. Im Meer finden sich Seeschlangen.
2007 wurde erstmals eine Unterart der McCords Schlangenhalsschildkröte (Chelodina mccordi) im Gemeinde Lautém beschrieben. Sie kommt nur im Gebiet des Sees Ira Lalaro, seiner Nebengewässer und Feuchtgebiete und möglicherweise im Fluss Irebere vor. Sie zeigt Merkmale, die sie zwischen die McCords Schlangenhalsschildkröte und die Neuguinea-Schlangenhalsschildkröte (Chelodina novaeguineae) stellen. Teilweise wird sie auch als eigene Art Chelodina timorensis angesehen. Auf einer osttimoresischen Briefmarke von 2010 wird sie als Timorschildkröte bezeichnet. Vor allem am östlichen Ende Timors kommen Meeresschildkröten an die Strände zur Eiablage.
Besondere kulturelle Bedeutung hat in Osttimor das in Meer und Flüssen lebende Leistenkrokodil (siehe Das gute Krokodil). Regelmäßig trifft man das Krokodil auf Timor in den ruhigeren Flüssen östlich von Dili und an der Südküste. Sogar am Ufer der osttimoresischen Landeshauptstadt Dili tauchen immer wieder Exemplare auf.

## Amphibien

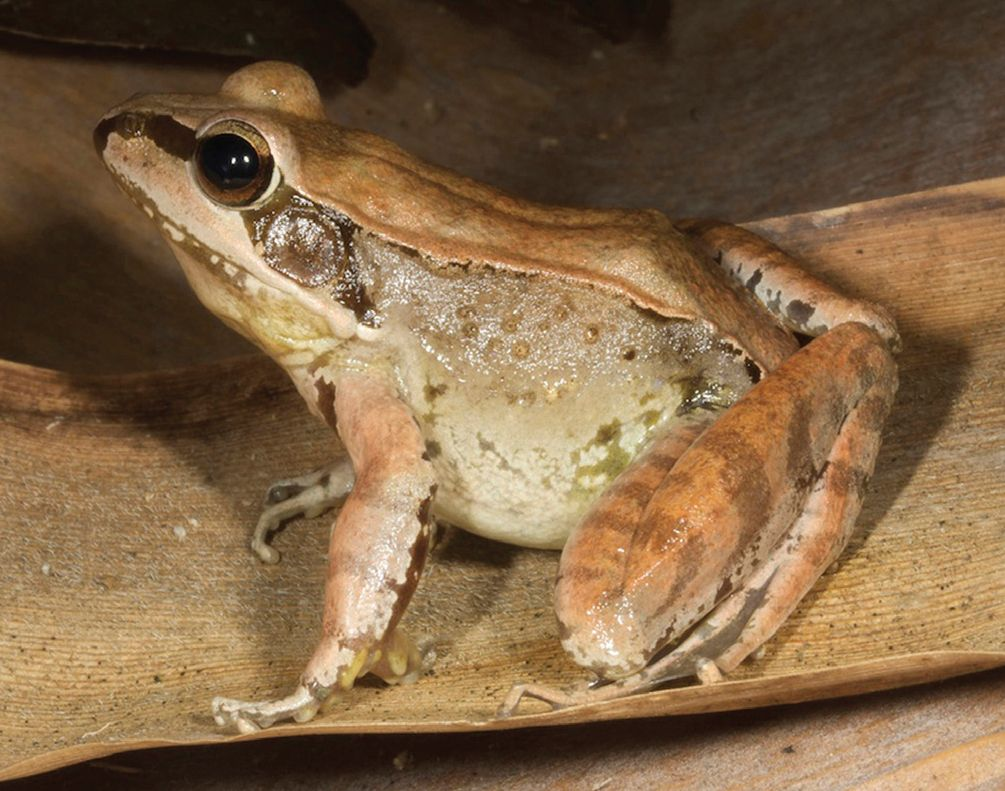
Der Timorfrosch

Von Timor sind nur Froschlurche als Vertreter der Amphibien bekannt. Am weitesten verbreitet sind die aus Südostasien in den letzten Jahren eingewanderte Schwarznarbenkröte, die zu den Echten Fröschen gehörenden Vertreter der Gattung Reisfrösche (Fejervarya) und von den Ruderfröschen der Weißbart-Ruderfrosch. Außerdem konnte man den Australischen Laubfrosch Litoria everetti und als einzige einheimische Art seiner Gattung den Timorfrosch (Limnonectes timorensis) nachweisen.
Verglichen mit anderen, größeren Inseln des Malaiischen Archipels ist die Amphibienfauna von Timor damit relativ artenarm. Zoogeographisch ist die geringe Vielfalt an Amphibien wohl über die relativ abseitige Lage Timors innerhalb des Indonesischen Archipels zu deuten – die Besiedlung dieses Raumes erfolgte über die Landbrücke der Malaiischen Halbinsel, von der Timor besonders weit entfernt liegt.
Auf der zu Osttimor gehörenden Insel Atauro konnte man bisher keine Amphibien nachweisen.

## Fische

### Süßwasserfische
Die einzigen reinen Süßwasserfische in den Flüssen Timors sind der nur vier Zentimeter lange endemische Oryzias timorensis aus der Familie der Reisfische (Adrianichthyidae) und Craterocephalus laisapi aus der Gattung der Hartköpfchen, der im osttimoresischen Fluss Irasiquero endemisch ist. Die anderen Arten sind eher aus dem Brackwasser der Flussmündungen und Mangroven bekannt, unter anderem aus den Familien der Kreuzwelse (Ariidae), der Grundeln (Gobiidae), der Schützenfische (Toxotidae) und Kuhlia mugil aus der Familie der Flaggenschwänze (Kuhlia). Der Karpfen, der Afrikanische Raubwels (Clarias gariepinus) und die Zahnkärpflinge Guppy, Koboldkärpfling und Panchax (Aplocheilus panchax) wurden vom Menschen eingeführt. Im Ira Lalaro leben insgesamt 21 verschiedene Fischarten, in ganz Osttimor 56 Arten.

### Meeresfische

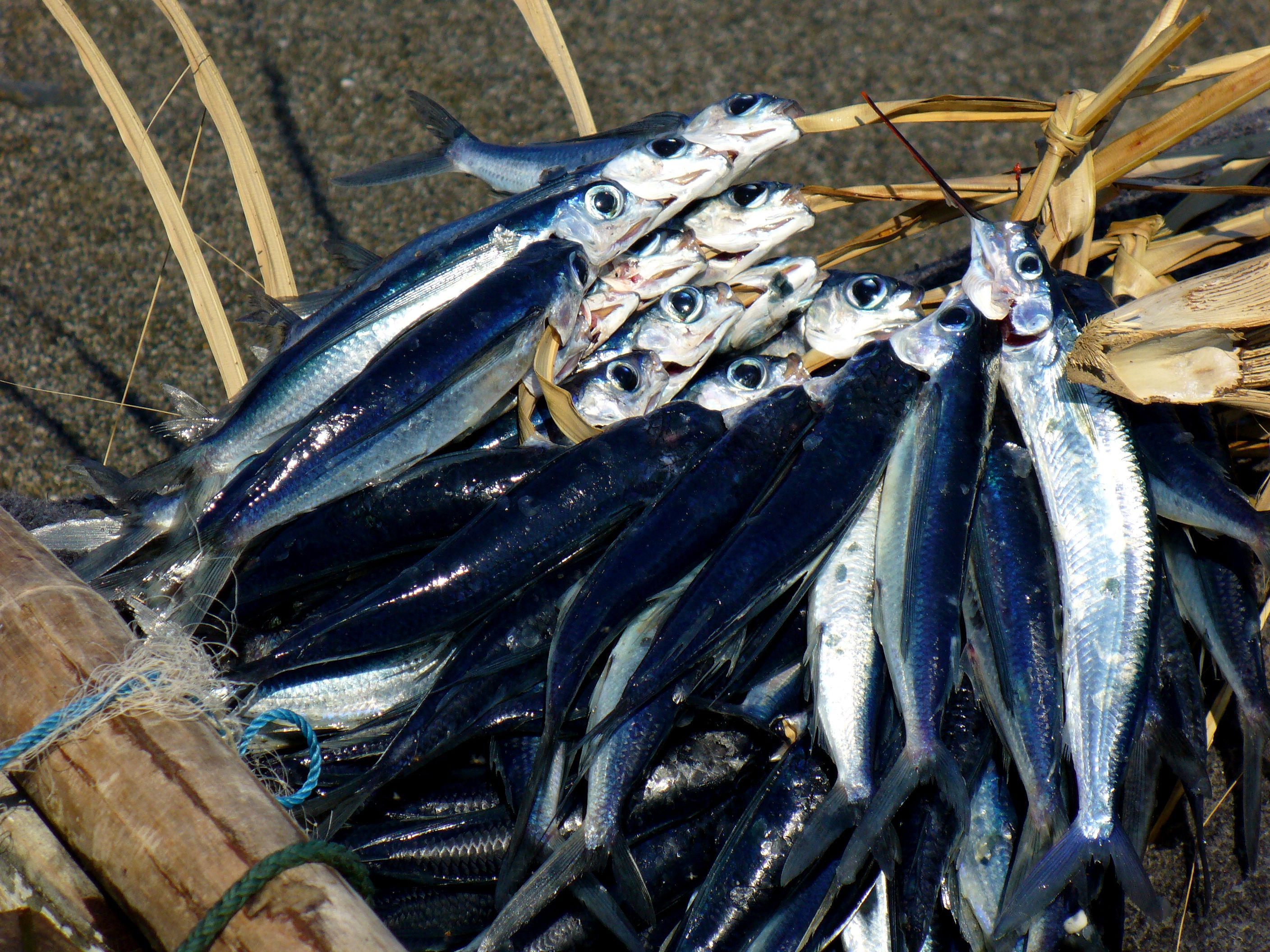
Gefangene Fische in Maubara

Die Gewässer um Timor gehören zum so genannten Korallendreieck, einer Region mit der größten Biodiversität an Korallen und Rifffischen in der Welt. 55.600 Hektar Meeresfläche an der Ostspitze der Insel sind Teil des Nationalparks Nino Konis Santana. Hier entdeckte man 2013 den endemischen Eviota santanai. Auch die Nordküste, zum Beispiel vor Atauro, Metinaro und Liquiçá, verfügt über eine arten- und farbenreiche Meereswelt. Derzeit sind an den Küsten Osttimors 967 verschiedene Fischarten bekannt. Allein vor Atauros Küste fand man 643 verschiedene Arten. 2017 kamen mit Banjos peregrinus und Helcogramma atauroensis noch zwei neue Spezies dazu.
2024 konnte der Katzenhai Cephaloscyllium pictum vor der Nordküste von Osttimor in über 500 m erstmals lebend beobachtet und auf einem Video aufgenommen werden. Die 2008 beschriebene Art kannte man bisher nur von Funden auf Fischmärkten.

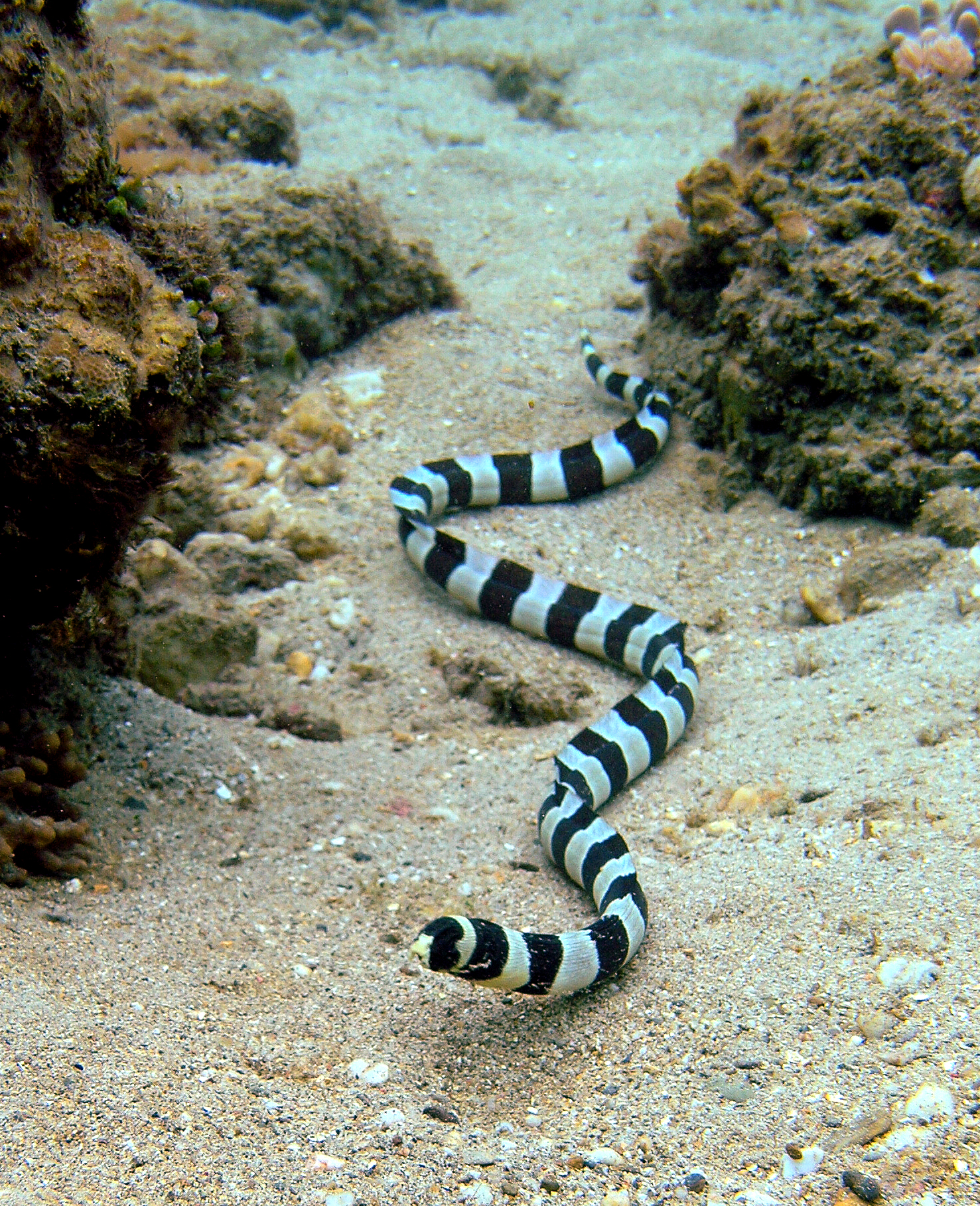
Ringelschlangenaal (Myrichthys colubrinus)
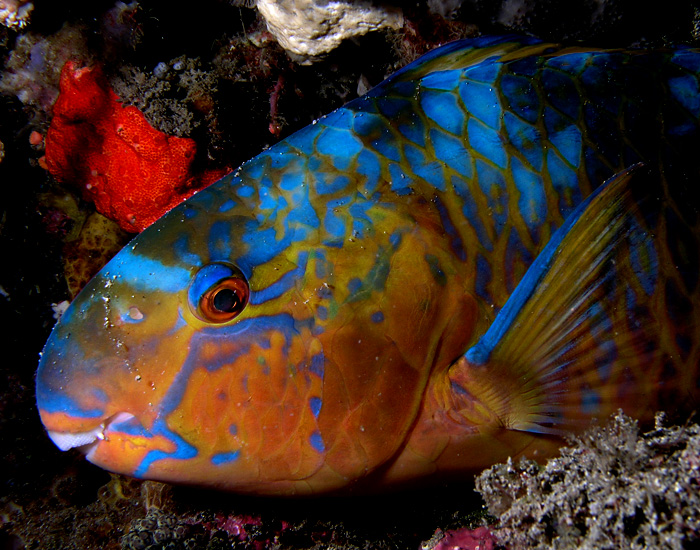
Papageifisch
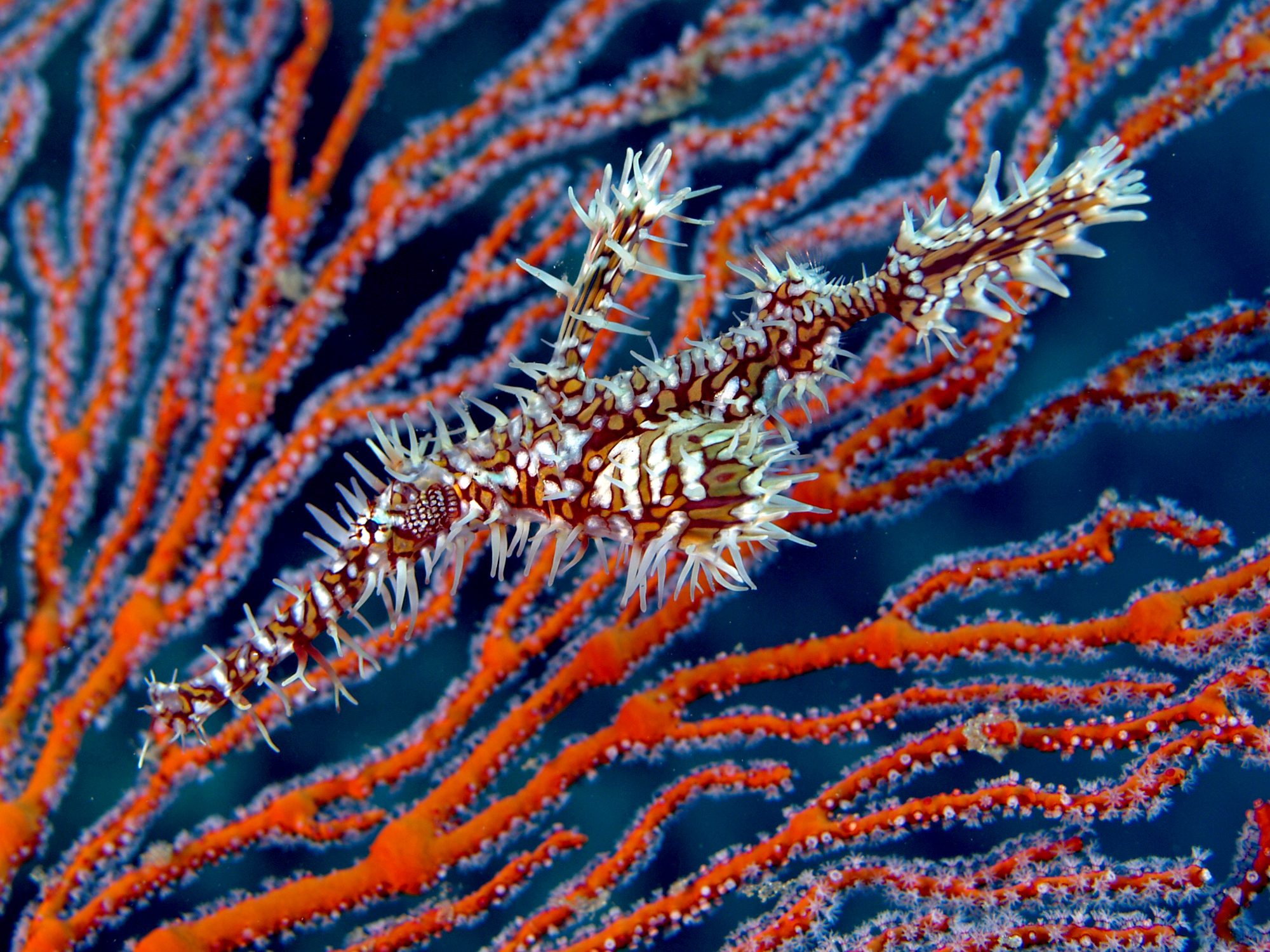
Schmuck-Geisterpfeifenfisch (Solenostomus paradoxus)

## Andere Tiere

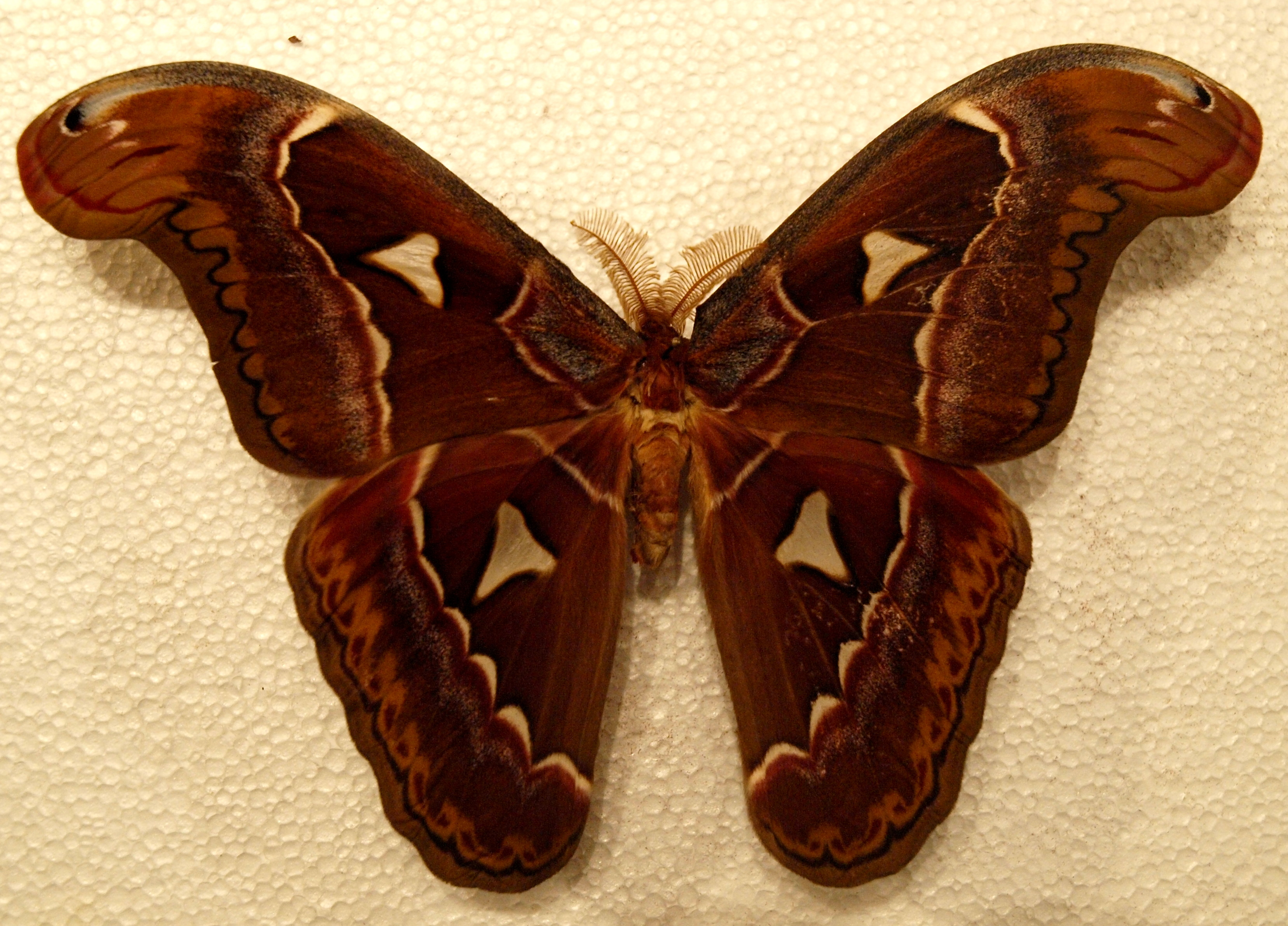
Attacus dohertyi, einer der größten Schmetterlinge der Welt

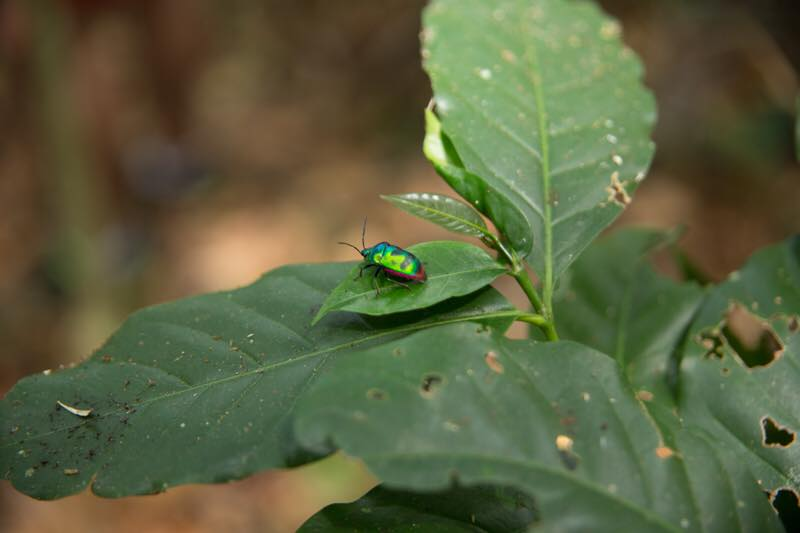
Ein Vertreter der Schildwanzen

Schmetterlinge, die auf Timor vorkommen, sind zum Beispiel Vanessa dilecta und Troides plato.
Bei einer wissenschaftlichen Expedition wurden 111 Ameisenarten aus 32 Gattungen auf Timor identifiziert, 64 (aus 25 Gattungen) davon allein im Gemeinde Lautém, wo systematisch gesucht wurde. 76 % der einheimischen Ameisenarten der Region sind südostasiatischem Ursprung, während bei 18 % (vor allem Iridomyrmex, Rhytidoponera und die am Boden nistende Untergattung Polyrhachis) schwache Merkmale australischer Ameisen aufweisen. 8 % sind weit verbreitet in der Indo-Australischen Region. Bei den in Lautém gefundenen Gattungen handelte es sich unter anderem um Camponotus (10 Arten), Polyrhachis (10 Arten), Tetramorium (7 Arten) und Paratrechina (5 Arten). Die artenreichsten Unterfamilien in Lautém waren Formicinae (32 Arten), Myrmicinae (19 Arten) und Dolichoderinae (acht Arten). Des Weiteren findet man auf Timor auch Skorpione und bis zu 15 cm lange Tausendfüßer.
Derzeit sind auf Timor 52 Libellenarten bekannt, 46 davon kommen in Osttimor vor.
In den Höhlen Osttimors finden sich viele unterschiedliche Gliederfüßer unter der troglobionten und stygobionten Lebewesen: Spinnentiere, Krebstiere und Insekten. Darunter Geißelspinnen (Uropygi), Zwerggeißelskorpione (Schizomida), Flohkrebse (Amphipoda), Zehnfußkrebse (Decapoda), Hundertfüßer (Chilopoda), Schaben (Blattodea) und Schwimmkäfer (Dytiscidae). Außerdem gibt es weit verbreitete Arten von Doppelfüßer (Diplopoda), so Chondromorpha xanthotricha und Cylindroiulus hirsutus in Höhlen der Gemeinde Baucau. In Höhlen in Tutuala leben Palmendiebe, bis zu 40 Zentimeter große Krebse. Andere Arten sind Neuentdeckungen. So Sarax timorensis, eine endemische Geißelspinne, die 2019 erstmals wissenschaftlich beschrieben wurde. Man entdeckte sie in der Höhle Puropoko.
Zweimal im Jahr werden an bestimmten Stellen an der Ostspitze Timors Meci-Würmer beim Mechi-Fest gesammelt. Die Ernte dieser maritimen Ringelwürmer markiert den Beginn eines neuen Jahreszyklus für die Landwirtschaft und wird von den Fataluku festlich begangen. In den Mangroven findet sich unter anderem die Muschel Isognomon ephippium.
Bei einer zweiwöchigen Forschungsexpedition in Osttimor 2023 wurden 30 der Wissenschaft bisher unbekannte Meeresschneckenarten entdeckt.

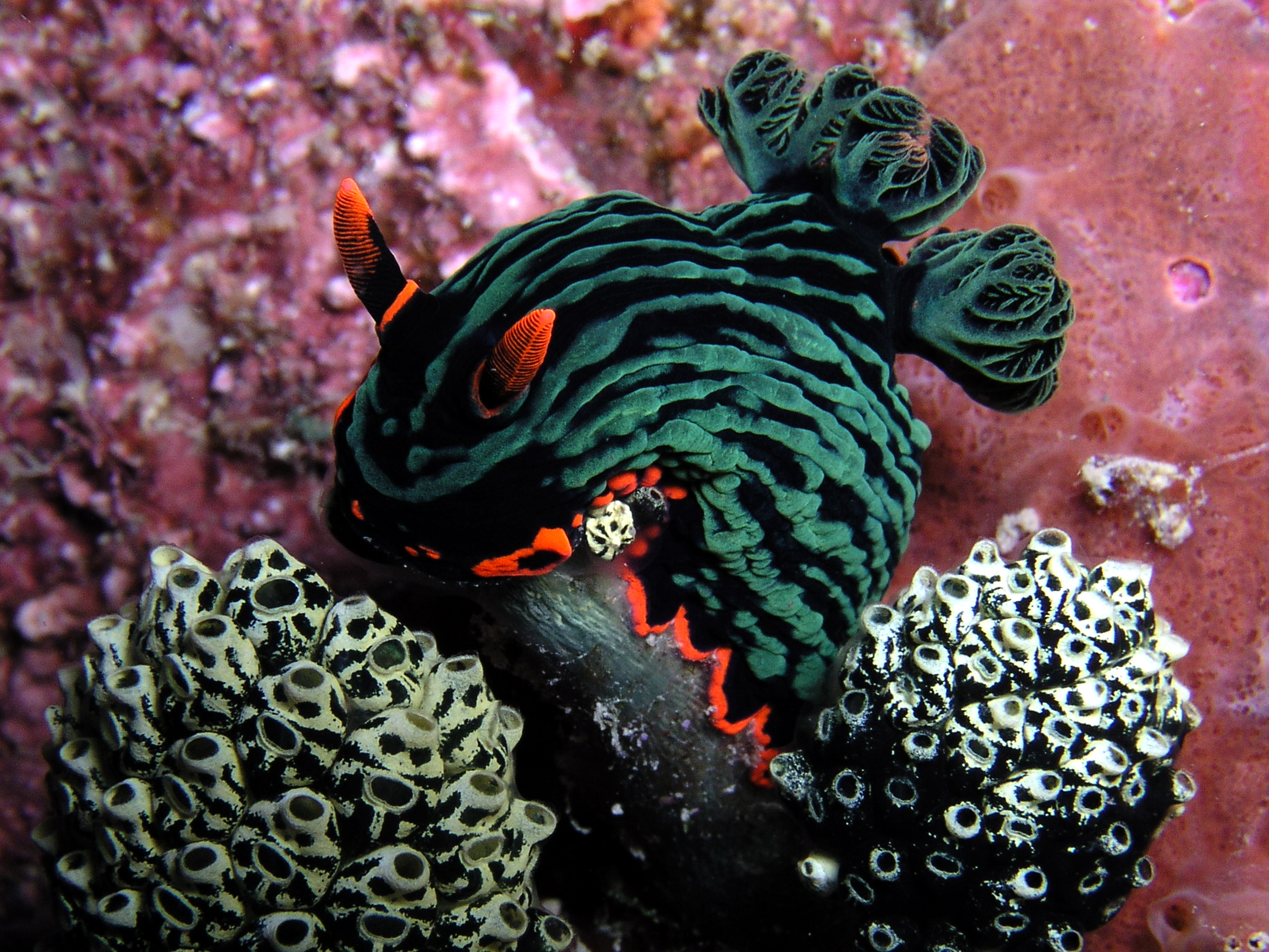
Nacktkiemer (Nembrotha kubaryana)
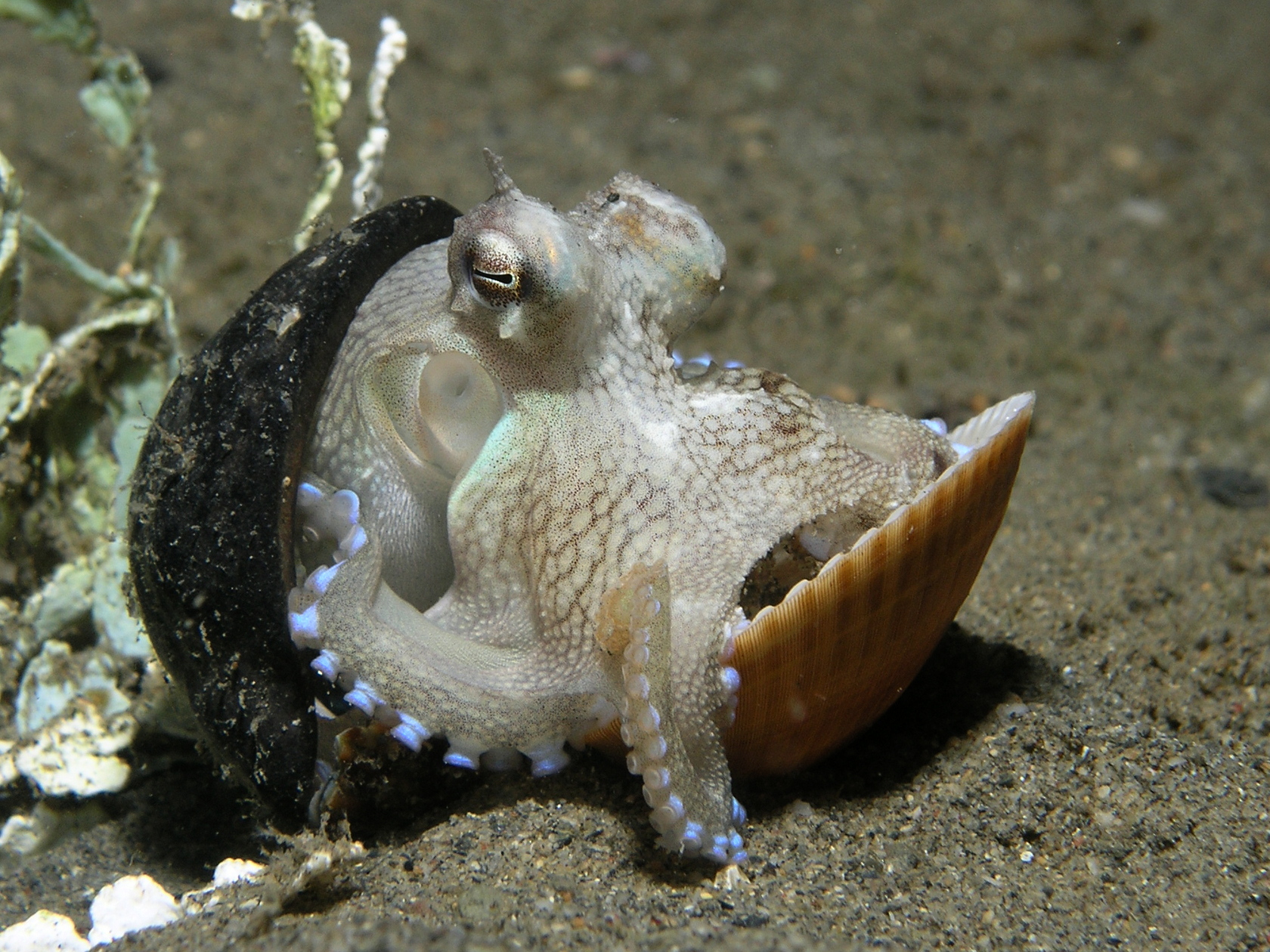
Amphioctopus marginatus
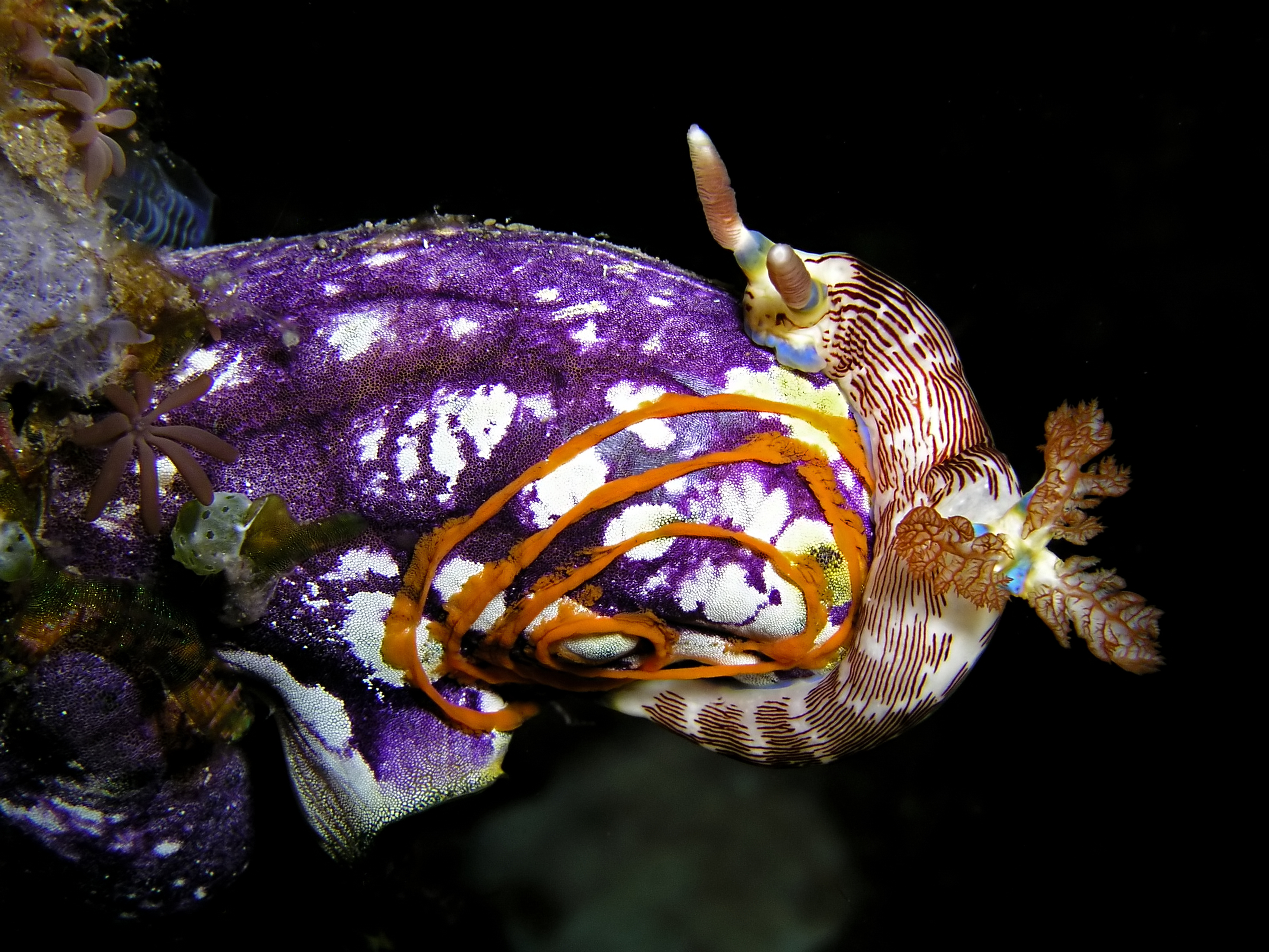
Seeschnecke Nembrotha lineolata auf einer Gold-Seescheide
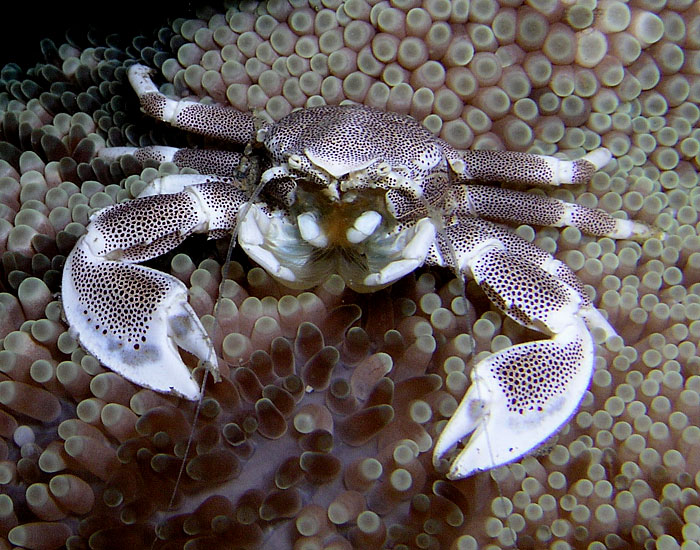
Porzellankrebs
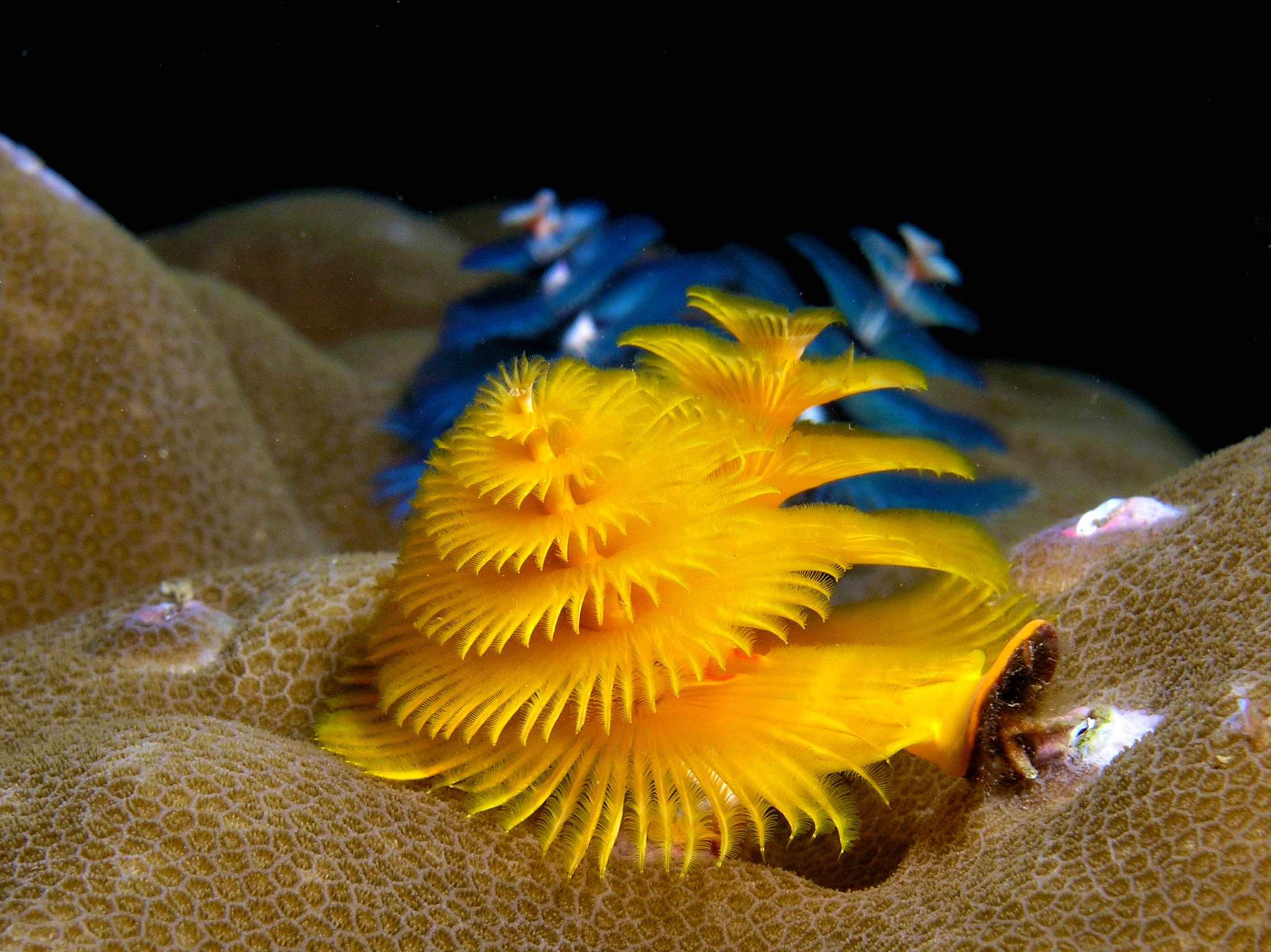
Weihnachtsbaumwurm (Spirobranchus giganteus)

### Allgemein
- Universität Coimbra über die Wälder Timors (Memento vom 3. Februar 1999 im Internet Archive) (englisch)
- WWF – Timor and Wetar deciduous forests (Memento vom 26. Februar 2004 im Internet Archive)
- Animals and plants unique to Timor

### Einzelne Bereiche
- Säuger:
  - Marine Megafauna Surveys in Timor Leste: Identifying Opportunities for Potential Ecotourism – Final Report (Memento vom 25. September 2013 im Internet Archive). (englisch; PDF-Datei; 2,6 MB)
- Vögel:
  - Colin Richard Trainor, Brian Coates, David K. Bishop: Aves de Timor-Leste. Burung-burung di Timor-Leste. The Birds of Timor-Leste, ISBN 0-946888-58-2 (portugiesisch, indonesisch, englisch).
  - Important Bird Areas in Timor-Leste (englisch)
- Reptilien und Amphibien:
  - Hinrich Kaiser u. a., PhD: The herpetofauna of Timor-Leste: a first report. Department of Biology, Victor Valley College
  - Hinrich Kaiser u. a.: First Update to Herpetofaunal Records from Timor-Leste. (PDF; 1,4 MB) In: Asian Herpetological Research. 2012, 3(2), S. 114–126.
  - Caitlin Sanchez u. a.: First report on the herpetofauna of the Oecusse District, an exclave of Timor-Leste In: Herpetology Notes, volume 5: 137–149 (2012)
  - Mark O’Shea u. a.: Herpetological Diversity of Timor-Leste Updates and a Review of species distributions In: Asian Herpetological Research. 2015, 6(2): 73–131.
- Fische:
  - Helen K. Larson, Duncan Buckle, Jessica Lynas, Andrew Storey, Chris Humphrey: Additional records of freshwater fishes from Timor-Leste, with notes on the fish fauna of the unique closed Irasiquero River system
  - Gerald R. Allen, Mark V. Erdmann: Coral Reef Fishes of Timor-Leste, Conservation International (Liste der bekannten Fischarten in den Korallenriffen Timors)
- Andere Tiere:
  - GLENN A BELLIS, AMERICO A BRITO, HIPOLITO DE JESUS, VALENTE QUINTAO, JOAQUIM C SARMENTO, APOLINARIO BERE, JOÃO RODRIGUES, DAVID L HANCOCK: A preliminary account of the fruit fly fauna of Timor-Leste (Diptera: Tephritidae: Dacinae), In: Zootaxa.
  - Frank Köhler, Guilherme Burg Mayer: Aphally in the stylommatophoran land snail Phaedusa (Clausiliidae: Phaedusinae) in Timor and its systematic implications. In: Molluscan Research, 2016
  - Malte Seehausen: Survey of Odonata from Timor Island, with description of the female of Anax georgius (Odonata: Aeshnidae) In: Journal of the International Dragonfly Fund, Faunistic Studies in South-east Asian and Pacific Island Odonata, 1–34, No. 20, 2017.
  - Emre Turak, Lyndon Devantier: Reef-Building Corals in Timor-Leste, Conservation International.

### Historisch
- Zoologische Beobachtungen der Expedition der SMS Gazelle 1875 in Westtimor.